# Siège d'Halicarnasse
 (janvier 2017).
Si vous disposez d'ouvrages ou d'articles de référence ou si vous connaissez des sites web de qualité traitant du thème abordé ici, merci de compléter l'article en donnant les références utiles à sa vérifiabilité et en les liant à la section « Notes et références ».
Campagnes d'Alexandre le Grand
Batailles
- Pélion
- Thèbes

- Granique
- Milet
- Halicarnasse
- Issos
- Tyr
- Gaugamèles
- Portes persiques

- Aornos
- Hydaspe

Le siège d’Halicarnasse oppose à l'été 334 av. J.-C. l'armée macédonienne d'Alexandre le Grand aux forces perses de la garnison de la cité d'Halicarnasse auxquelles se sont jointes des mercenaires grecs commandés par Memnon de Rhodes. Alexandre ne peut s'emparer que de la ville basse, tandis que les deux acropoles restent un temps aux mains des mercenaires grecs.

## Contexte historique
Après avoir pris Milet en juillet 334 av. J.-C., Alexandre longe les côtes de Carie afin de compléter sa prise de possession des places fortes perses de la mer Égée, ce qui pourrait ôter à la flotte perse tout point d'attache. Parvenu dans la région, Alexandre reçoit la visite de l'ancienne satrape dépossédée de ces terres, Ada de Carie. Celle-ci lui offre son aide assurant que son nom seul lui apporterait des amis partout. Comme gage de sincérité, elle propose au roi de Macédoine de devenir son fils adoptif, ce qu'il accepte. Stimulées par l'exemple, mais aussi par la crainte, les cités de Carie se soumettent alors à Alexandre qui restaure leur autonomie, les régimes démocratiques et les exempte de tributs. Mais il lui reste à prendre Halicarnasse où se sont réfugiés le satrape Othontopate et Memnon de Rhodes, le commandant des mercenaires grecs au service de Darius III, avec les débris de l'armée vaincue au Granique.
La cité est entourée de tous côtés (excepté au sud, face à la mer) de puissantes murailles. Elle possède également trois puissantes forteresses : l'acropole sur les hauteurs du nord, la Salmacie qui ferme la baie du côté ouest et le palais royal sur une île à l'entrée du port. À cette occasion, Memnon reçoit du Grand Roi le commandement suprême de la flotte et de toutes les forces perses. Il renforce encore les défenses de la cité par de nouvelles fortifications et un fossé ; il établit également des garnisons dans les cités alentour (Kaunos, Théra, Myndos et Kallipolis). Tous les navires présents rentrent au port et les équipages servent à la défense de la cité ou à son approvisionnement. Halicarnasse devient dès lors un centre de la résistance à la conquête macédonienne. Beaucoup de vaincus y trouvent refuge ; citons par exemple : les Athéniens Éphialtès et Thrasybule, Néoptolème le Lynceste et Amyntas l'ancien gouverneur d'Éphèse. La cité devient d'autant plus dangereuse pour Alexandre que, s'il ne parvient pas à la prendre, son armée serait alors coupée de la Grèce car la flotte perse possède toujours la maîtrise des mers. Il serait donc facile aux Perses de susciter des révoltes en Grèce.

## Siège

### Première phase du siège
Avançant sur Halicarnasse et prévoyant un siège de longue durée, Alexandre installe son camp à moins de 2 km des remparts et fait débuter les travaux. Les Perses entament les hostilités par une attaque sur les avant-postes adverses qui est repoussée sans difficulté. Quelques jours plus tard, Alexandre fait avancer une partie de son armée vers Myndos dont la garnison a promis de se rendre s'il parait devant la cité durant la nuit. Malgré l'arrivée d'Alexandre, les portes lui restent fermées. Furieux d'avoir été joué et n'ayant pas emmené d'engins de siège, il ordonne à son infanterie lourde de commencer les travaux de sape. À l'aube, les habitants d'Halicarnasse remarquent l'absence d'Alexandre et envoient par mer des renforts à Myndos forçant Alexandre à rentrer au camp.
Le siège d'Halicarnasse reprend alors. Le fossé est d'abord comblé puis les Macédoniens œuvrent à placer les tours du haut desquelles ils peuvent viser les défenseurs des murailles. Mais alors qu'elles sont presque en place, les assiégés font une sortie nocturne pour les brûler. Réveillés en sursaut, les Macédoniens réagissent violemment, obligeant les assaillants à se replier à nouveau. Parmi les morts adverses, les Macédoniens retrouvent le corps de Néoptolème le Lynceste.
Deux jours plus tard, trois tours se sont écroulées avec une partie du mur d'enceinte. Pour pallier cela, les assiégés reconstruisent un nouveau pan de mur en demi-lune à l'intérieur de la ville. C'est en face de cette nouvelle fortification que deux phalangites macédoniens, sans doute pris de boisson, se vantent réciproquement de leurs exploits. Ils s'avancent alors armés jusqu'au rempart et invectivent les défenseurs qui garnissent le mur. Ceux qui les entendirent effectuèrent une sortie contre les deux fanfarons ; mais ceux-ci ne reculent pas d'un pouce et abattent de leurs lances tous ceux qui s'avancent. Cependant, le nombre des ennemis devenant sans cesse plus grand, les deux phalangites ne tardent à succomber. Jusque-là, leurs camarades ont observé avec amusement ce combat, mais voyant qu'ils sont en difficulté, ils interviennent et une furieuse bataille s'engage alors au pied des remparts. Les assiégés sont repoussés jusqu'aux portes. Comme cette partie de la muraille est déjà en grande partie démolie et dépourvue de défenseurs, il aurait suffi qu'Alexandre donne l'ordre d'attaque pour que la ville soit prise ; mais il préfère ne pas intervenir car il souhaite épargner la cité, espérant sa capitulation.
Les assiégés effectuent une nouvelle sortie durant la nuit suivante brûlant les machines de siège. Plusieurs sont déjà brûlées lorsque Alexandre intervient. Les Macédoniens luttent des heures avant de pouvoir repousser les assiégés hors d'atteinte des catapultes. Ceux-ci se replient rapidement dans la cité d'où ils harcèlent les flancs macédoniens de leurs traits.

### Prise de la cité

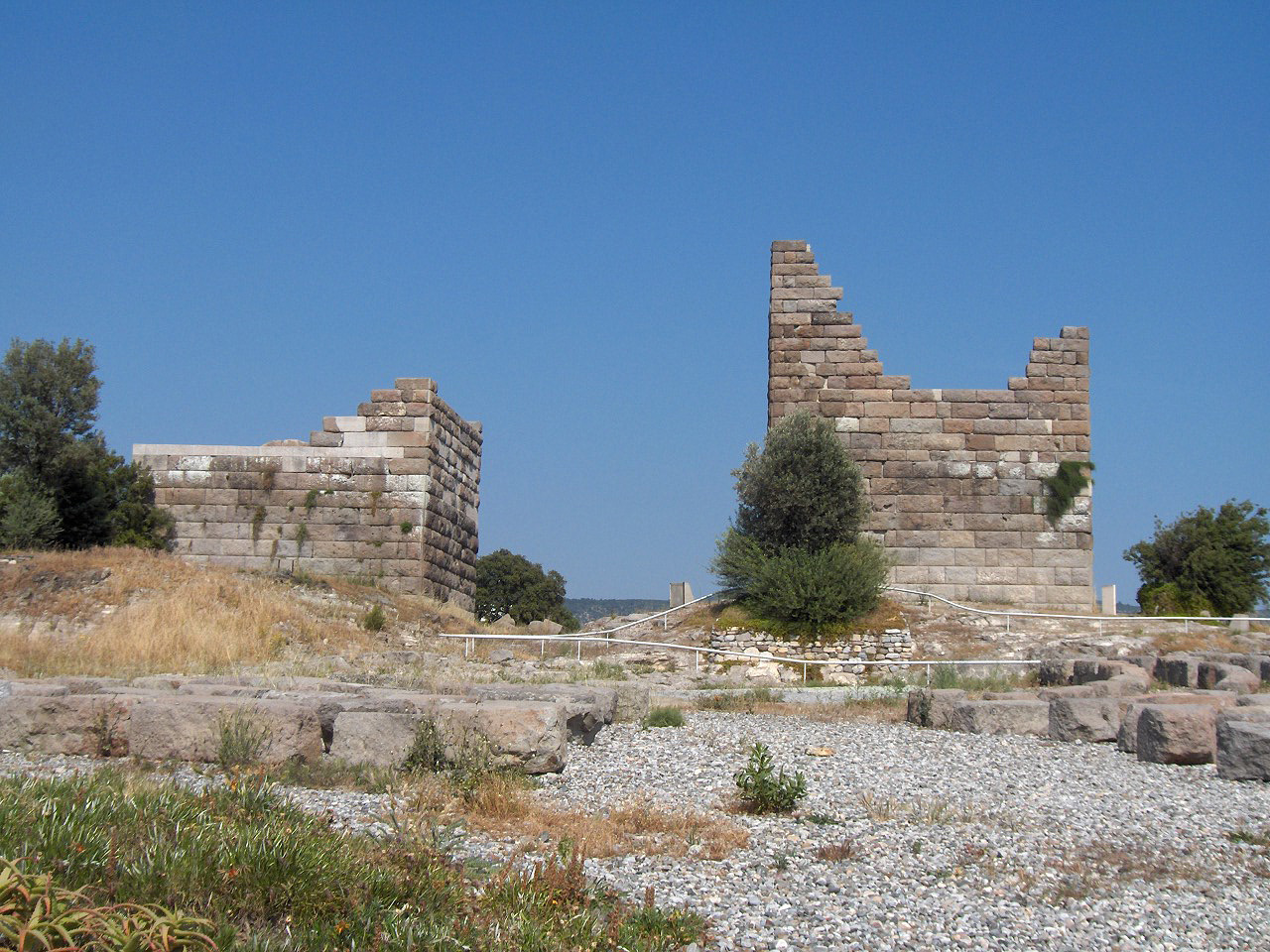
Vestiges de la porte de Myndos.

Quelques jours plus tard, alors que les travaux s'intensifient, Memnon de Rhodes tente une sortie. Une partie des troupes s'élance à travers la brèche de la muraille tandis que la majeure partie attaque le camp par une porte secondaire. Seuls quelques engins de siège peuvent être détruits avant qu'une vigoureuse contre-attaque menée par Alexandre en personne ne parvient à les repousser faisant de très nombreux morts chez les Perses qui s'enfuient paniqués. Mais leur poids fait s'écrouler le pont étroit qui recouvre le fossé et les Macédoniens achèvent les survivants. Les soldats restés dans la cité, épouvantés, ferment précipitamment les portes, craignant que des soldats macédoniens n'y pénètrent à la faveur de l'agitation. Les Perses ainsi bloqués hors de la ville sont massacrés par les troupes de Ptolémée, l'un des sept sômatophylaques (garde du corps) d'Alexandre qui commande une unité d'hypaspistes. Les troupes d'Alexandre enhardies par ces succès veulent forcer les portes de la cité. Mais une fois encore, Alexandre fait sonner la retraite, voulant encore l'épargner. En effet, les assiégés ayant perdu plus de 1 000 hommes, le roi espère que les Halicarnassiens renoncent.
Le surlendemain, à minuit, les Macédoniens voient des flammes s'élever près des murailles, le vent repoussant ces flammes vers l'intérieur de la ville. Par des fuyards voulant échapper à l'incendie, Alexandre apprend que Memnon et Othontopate ont décidé de sacrifier la cité et de ne garder que la Salmacie et le palais royal. Alexandre donne alors l'ordre de prendre la place. Les habitants restés chez eux sont épargnés, mais tous ceux pris propageant l'incendie sont exécutés. Le roi laisse alors sur place 3 000 soldats sous le commandement de Ptolémée avec pour ordre de prendre toutes les places fortes encore tenues par les Perses sur la côte. Puis il remet la région à la satrape déchue Ada à l'automne 334. Alexandre n'apprend la prise de l'ensemble des positions perses en Carie que durant la campagne de Syrie.

## Bilan
La menace de la flotte perse pouvant séparer Alexandre de la Grèce a disparu car les ports, arsenaux et chantiers navals ont été détruits par l'incendie. Le roi peut donc reprendre sa route pour prendre possession de l'Anatolie. De leur côté, les mercenaires grecs tenant la Salmacie, sous le commandement de Memnon de Rhodes résistent un temps, avant d'abandonner la Salmacie et les autres forteresses quelques mois plus tard. Ils rejoignent alors la flotte perse qui croise en mer Égée pour tenter de provoquer la révolte des cités grecques contre Alexandre. Memnon reprend Chios et une partie de Lesbos. Enfin, il commence le siège de Mytilène, mais il meurt début 333 av. J.-C. La cité est un temps reprise en 332 par Pharnabaze durant la contre-offensive perse en Anatolie.

### Sources antiques
- Arrien, Anabase [lire en ligne].
- Diodore de Sicile, Bibliothèque historique [détail des éditions] [lire en ligne], XVII.
- Plutarque, Vies parallèles [détail des éditions] [lire en ligne], Vie d'Alexandre.
- Quinte-Curce, Histoire d'Alexandre.